# 弗兰克·拉沃
弗兰克·拉沃（法語：Franck Lavaud，法語發音：[fʁɑ̃k lavo]；1903年2月16日—1988年2月27日），海地軍人和政治家。
他曾兩次以軍事執委會主席代行海地總統職務，第一次由1946年1月11日至8月16日，第二次由1950年5月10日至12月6日。兩次他都是和保罗·马格卢瓦尔及安托万·勒韦帶領軍政府。
1950年2月6日，拉沃正式將總統職位移交給馬格盧瓦爾。十四天后，他從軍隊退伍，之後先後任駐法國大使和海地駐聯合國代表，不久後退休長居法國並在此地去世。